# Фейетт (округ, Джорджия)
Фейе́тт (англ. Fayette County) — округ штата Джорджия, США. Население округа на 2000 год составляло 91 263 человек. Административный центр округа — город Фейетвилл.

## История
Округ Фейетт основан в 1821 году.

## География
Округ занимает площадь 510.2 км2.

## Демография
Согласно Бюро переписи населения США, в округе Фейетт в 2000 году проживало 91 263 человек. Плотность населения составляла 178.9 человек на квадратный километр.